# Čimísek

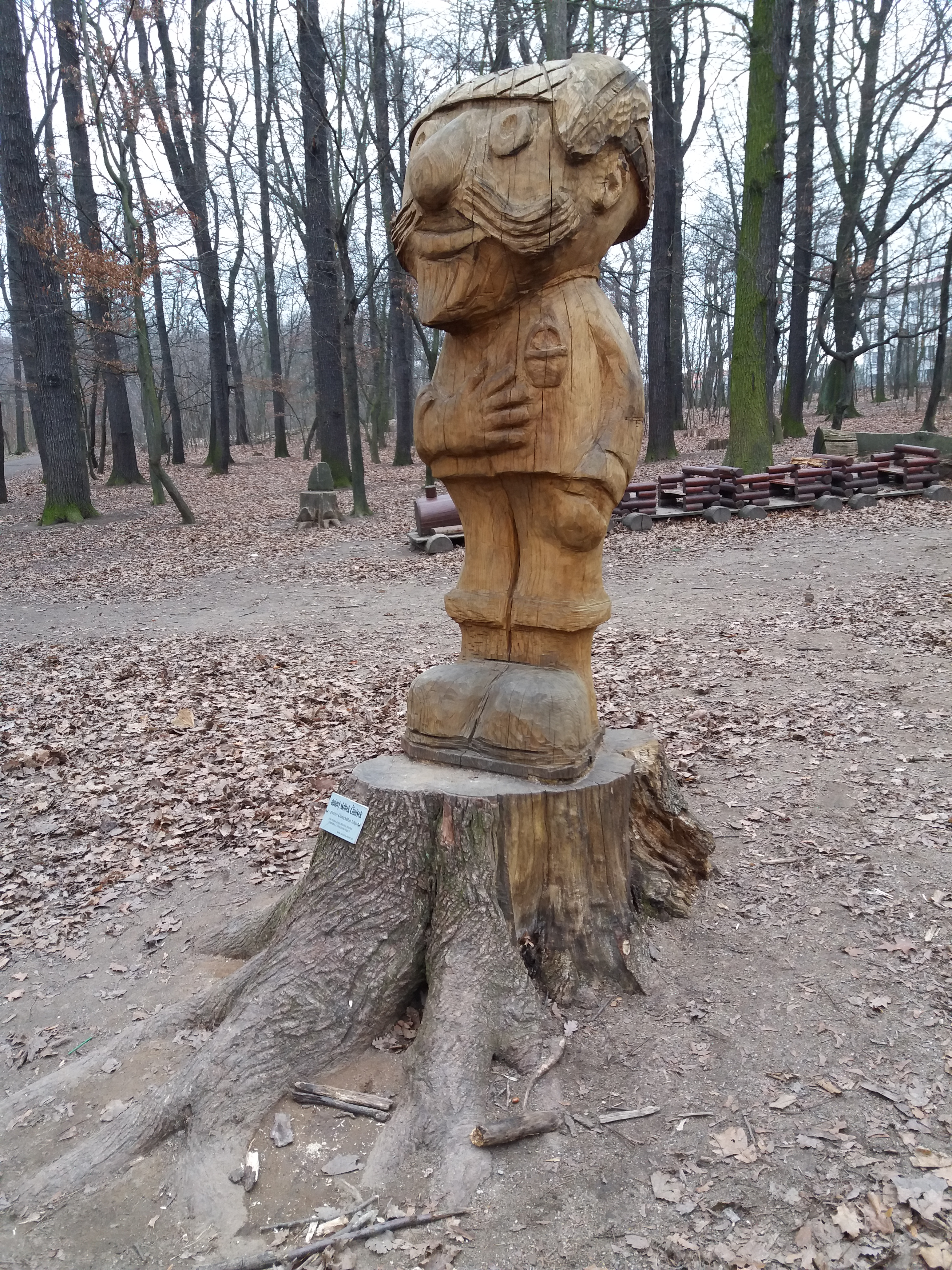
Skulptura Čimíska v pražském Čimickém háji

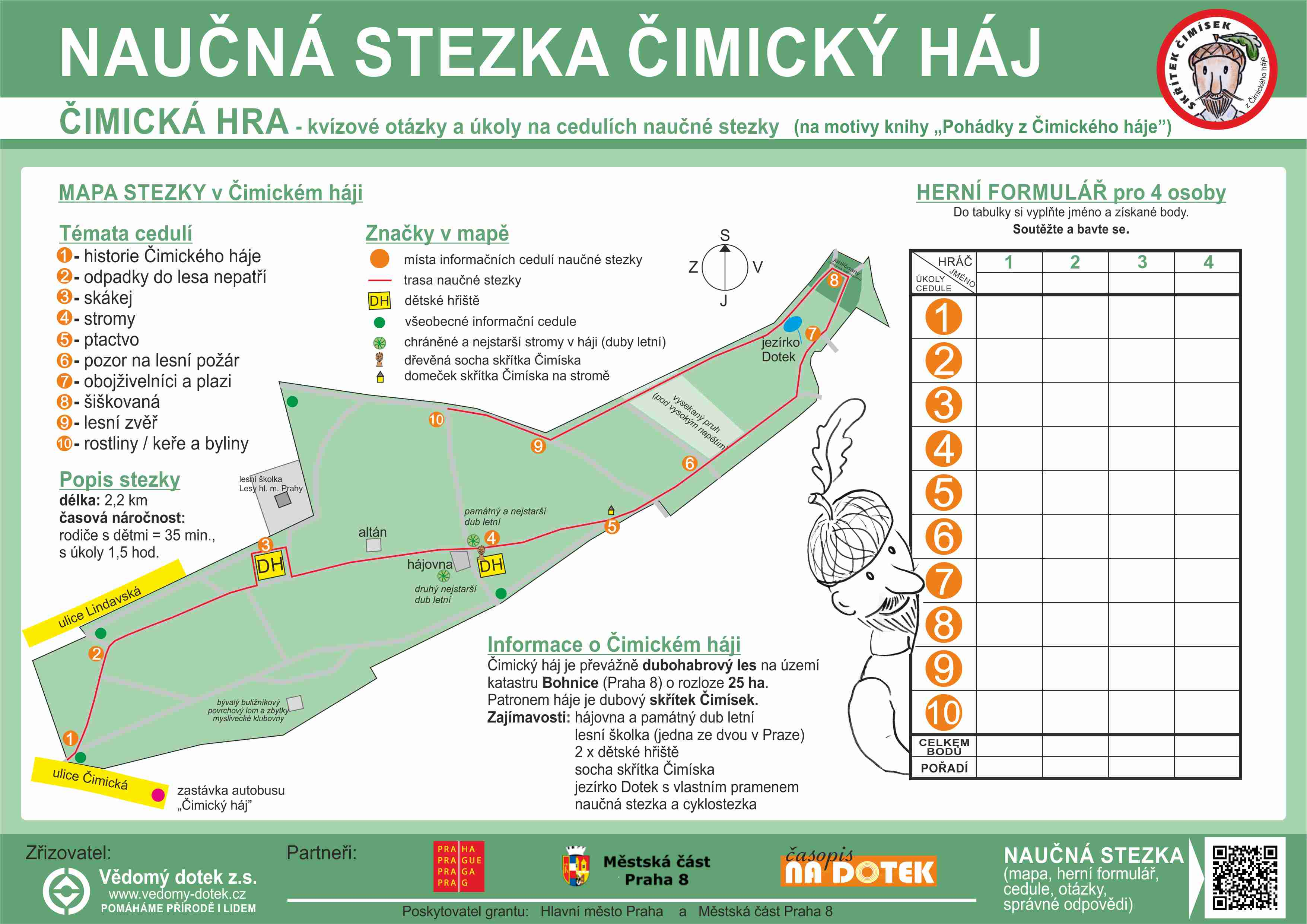
Schéma stezky po Čimickém háji

Čimísek je dubový skřítek z knihy Martina Rezka Pohádky z Čimického háje, kterou vydal spolek Čimis (dříve Vědomý dotek) v roce 2016. Skřítek je patronem háje a děti tak mají svého hrdinu, jenž je přírodou a jejími vazbami provází.
Skřítek jakožto patron Čimického háje také provází návštěvníky po jednotlivých zastaveních naučné stezky Čimický háj. zřízené spolkem Čimis a otevřené 22. října 2017. Autor pohádkové postavy Martin Rezek je zároveň představitelem tohoto spolku. Dřevěná socha skřítka Čimíska od autorky Kristýny Kužvartové byla v háji na dětském hřišti v sousedství hájovny odhalena 23. září 2017 v rámci akce dobrovolného úklidu pořádané spolkem.